# Culture Collection of Switzerland
Die Culture Collection of Switzerland, kurz CCOS, ist die nationale Stammsammlung für Mikroorganismen und Zellkulturen in der Schweiz. Seit der Gründung im Jahr 2010 konserviert und lagert sie biologisches Material aus der Schweiz und dem Ausland ein und stellt dieses für Diagnostik, Forschung und Industrie zur Verfügung. Zusätzlich bietet die CCOS die Lagerung von biologischem Material als Backup und für Patentzwecke an und führt Services im Bereich Mikrobiologie und Molekularbiologie durch.

## Geschichte
Die Idee für eine öffentliche Stammsammlung in der Schweiz wurde 2007 im SATW Transferkolleg für Industrielle Biotechnologie erarbeitet. 2009 führte dies zu einem Projekt unter der Leitung von Martin Sievers an der Zürcher Hochschule für Angewandte Wissenschaften (ZHAW) in Zusammenarbeit mit der Swiss Biotech Association als Hauptwirtschaftspartner sowie dem Swiss Industrial Biocatalysis Consortium, dem biotechnet Switzerland und der Deutschen Sammlung von Mikroorganismen und Zellkulturen (DSMZ) als wissenschaftliche Partner. Das Projekt wurde von der Kommission für Technologie und Innovation (KTI) der Schweizerischen Eidgenossenschaft und dem Schweizerischen Bundesamt für Umwelt (BAFU) gefördert.
Am 7. Juli 2010 wurde die CCOS schliesslich von der Fachstelle am Institut für Chemie und Biotechnologie (ICBT) als Spin-off der ZHAW mit eigenständigem Sitz in Wädenswil in unmittelbarer Nähe des Campus Reidbach gegründet. Seit 2012 ist die CCOS gemäss ISO 9001 Qualitätsmanagement zertifiziert und Mitglied der European Culture Collections Organisation (ECCO) und der World Federation for Culture Collections (WFCC).

## Organisation
Die CCOS ist im Bereich Bio Resources und in den vertraulichen Bereichen Bio Storage und Bio Services aktiv. Diese Services unterstützen den Ausbau der öffentlichen Stammsammlung mit mikrobiellen Stämmen für die Wissenschaft und Forschung.

### Bio Resources
Die Stammsammlung unterhält über 2000 Mikroorganismen aus der Forschung, der Umwelt- und der Lebensmittelindustrie mit der Biosicherheitsstufe 1 und 2. Die CCOS besitzt ausserdem über 1000 klinisch relevante Keime von Fritz H. Kayser von der Universität Zürich, die zwischen 1967 und 1980 isoliert wurden. Forscher können für die Neubeschreibung von Typstämmen oder für wissenschaftliche Publikationen ihre Stämme in die öffentliche Sammlung hinterlegen und erhalten dafür ein Zertifikat.
 

### Bio Storage
Biologisches Material, das Bestandteil eines Patentes ist, kann vor der ersten Patentanmeldung bei der CCOS in die Stammsammlung hinterlegt werden. Seit 2017 ist die CCOS von der Weltorganisation für geistiges Eigentum (WIPO) als internationale Hinterlegungsstelle anerkannt. Damit können Mikroorganismen  und Zellkulturen bei der CCOS gemäss den Richtlinien des Budapester Vertrags hinterlegt werden.
Die langfristige Lagerung von biologischem Material, das kryokonserviert wurde, erfolgt in speziellen Ultratiefkühlschränken (minus 80 °C) oder in flüssigem Stickstoff in Dewar-Tanks (minus 196 °C). Die CCOS unterhält temperaturüberwachte Systeme in einer nicht-öffentlichen Sammlung, worin Labore und andere Forschungseinrichtungen ihre Proben als Backup hinterlegen können.

### Bio Services
Die CCOS kann durch die Arbeitsmethoden der Stammsammlung eine Vielzahl von Services durchführen. Diese sind zum Beispiel die Herstellung von Screeningplatten, die Kulturenproduktion von Starterkulturen oder die Antibiotikaresistenzmessung gemäss ISO 10932.